# Murad I
Murad I (còn có biệt hiệu là Murad Hüdavendigâr - tiếng Ba Tư: خداوندگار‎  Khodāvandgār; tiếng Thổ Nhĩ Kỳ: I. Murat Hüdavendigâr; 29 tháng 6 năm 1326 ở Sogut hoặc Bursa – 28 tháng 6 năm 1389 trong trận Kosovo) là vị Quốc vương thứ ba của Đế quốc Ottoman, cũng là sultan xứ Rum, cai trị từ năm 1359 đến năm 1389. Ông là con trai của Orhan I và Thái hậu Nilüfer Hatun, tức công chúa Helen của Đế quốc Byzantine, và lên ngôi sau khi vua cha qua đời năm 1359.

## Trị vì
Ông tổ chức lại đế quốc bằng cách xây dựng một xã hội và chính quyền ở thành phố mới chiếm được Hadrianopolis (Edirne trong Tiếng Thổ Nhĩ Kỳ) và mở rộng lãnh thổ về phía châu Âu, biến toàn bộ vùng Balkan trở thành lãnh thổ của đế chế Ottoman và ép Hoàng đế Byzantine phải triều cống cho mình. Chính Murad đã biến bộ lạc Osmanli trước đây trở thành một đế quốc. Ông xưng làm Sultan năm 1383 và hệ thống tuyển quân cho lực lượng Cấm vệ quân janissary và devşirme. Ông cũng tổ chức chính nên hệ thống chính Divan, hệ thống các timar và những người nắm giữ các timar này (timariots) (các kỵ binh đặc biệt trung thành với Quốc vương được ban các thái ấp gọi là timar, và bản thân họ là timariot) và các quan tòa quân đội, các kazasker. Ông cũng lập nên hai tỉnh Anadolu (Tiểu Á) và Rumeli (châu Âu).

## Chiến tranh
Murad chiến đấu chống lại các êmia hùng mạnh từ Karaman ở Tiểu Á, chống lại các vương quốc Serbia, Bulgaria và Hungary ở châu Âu. Việc ông tiến quân vào vùng Balkan đã khiến những người Cơ Đốc Giáo liên mình lại với nhau dưới quyền vua Hungary, nhưng họ bị một vị tướng tài giỏi của Murad là Lala Şâhin Paşa, người sau này trở thành tổng đốc (beylerbey) đầu tiên của Rumeli, đập tan trong trận Maritsa vào 26 tháng 9 năm 1371, gây cho quân Serbia thiệt hại nặng nề. Năm 1366, Serbia buộc phải cống nạp cho Sultan và 1385 Sofia thất thủ trước quân Ottoman. Năm 1386 Vương công Lazar Hrebeljanović xứ Serbia đánh tan quân Ottoman trong trận Pločnik. Quân Ottoman bị tổn thất rất lớn, và không thể chiếm được Niš trên đường rút chạy. Năm 1389, quân đội của sultan Murad chiến thắng quân liên minh các lãnh chúa Serbia dưới sự chỉ huy của Lazar trong trận Kosovo. Trong trận đánh, Murad I bị Miloš Obilić, một quý tộc Serbia giả làm tù binh để đến được lều của Murad I, ám sát. Con trai ông là Bayezid nắm quyền sau trận đánh. Mặc dù Murad đã bắt con trai mình thề không giết hại em trai Yakub, nhưng Bayezid vẫn xử tử Yakub ngay sau đó. Bayezid giả vờ nói với Yakub rằng vua cha muốn truyền đạt vài lời, nhưng khi Yakub tới nơi, ông bị siết cổ đến chết, biến Bayezid trở thành người thừa kế ngai vàng duy nhất.

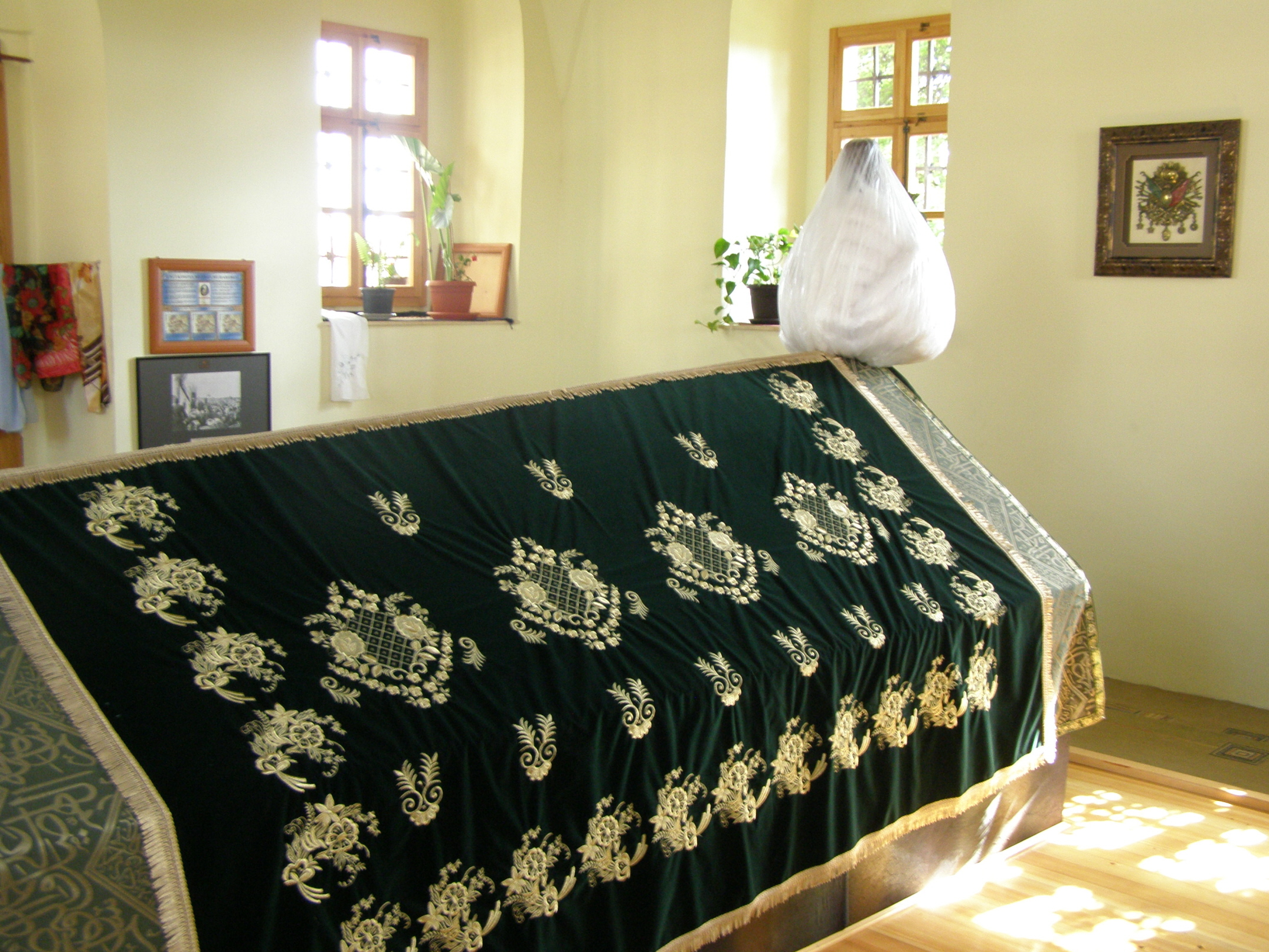
Lăng mộ của Murad I - ở trên cánh đồng Kosovo.

Lăng mộ của sultan Murad vẫn còn cho đến ngày nay, trên một góc chiến trường. Nó không ở trong tình trạng tốt, nhưng chưa hề bị phá hoại hay san bằng, bất chấp hàng thế kỷ thù địch giữa người Serbia và người Thổ Ottoman.

## Gia quyến
- Vợ:

Murad I, tranh sơn dầu của Haydar Hatemi

  - Gulcicek Hatun – thuộc dòng dõi Hy Lạp
  - Maria Thamara Hatun
  - Pasha Melek Hatun – con gái của Kizil Murad Bey
  - Fulane Hatun – con gái của Candaroglu
- Con:
  - Con trai:
    - Yakub Celebi - (chết năm 1389)
    - Sultan Bayezid I (1354-1403)- con trai của Gulcicek Hatun
    - Savci Bey
    - Ibrahim Bey
    - Yahshi Bey – con trai của Gulcicek Hatun
    - Halil Bey

  - Con gái:
    - Nefise
    - Sultan

## Chú ý
1. ↑  The Fall of Constantinople, Steven Runciman, Cambridge University Press, p.36
2. ↑  The Nature of the Early Ottoman State, Heath W. Lowry, 2003 SUNY Press, p.153
3. ↑  History of the Ottoman Empire and Modern Turkey, Stanford Jay Shaw, Cambridge University Press, p.24
4. ↑  Rossos, Andrew, Macedonia and the Macedonians, (Hoover Institution Press Publications, 2008), 40.

## Sultan Murad trong văn chương
- Trong vở kịch lịch sử của William Shakespeare, Henry V,

Hoàng tử Anh Harry gọi Murad là "Amurath" trong màn V, cảnh 2, khi ông kế vị cha mình, Vua Henry IV, năm 1412: 
Chief Justice. Good morrow, and God save your majesty!
King Henry V. This new and gorgeous garment, majesty,
Sits not so easy on me as you think.
Brothers, you mix your sadness with some fear:
This is the English, not the Turkish court;
Not Amurath an Amurath succeeds,
But Harry Harry!
- Murad ("Amurath Đệ nhất") là chủ đề vở kịch của Thomas Goffe The Courageous Turk, xuất bản năm 1632.